# Natriumazid
Natriumazid är ett giftigt, explosivt vitt pulver.
Ämnet är ungefär lika giftigt som natriumcyanid och ger liknande symptom vid förgiftning, och är därtill explosivt och bildar instabila föreningar med flera andra metaller. Särskild försiktighet ska iakttas vid hantering.
Natriumazid har flera tillämpningar. Bland annat används det i krockkuddar i bilar för att generera gas och blåsa upp kudden. Inom biokemin används det som tillväxthämmare i lösningar på grund av sin giftighet. Natriumazid används även för att framställa andra ämnen, till exempel primärsprängämnet blyazid och organiska azider. 

Ett litet utsnitt av kristallstrukturen.